# کای یچینگ
کای یچینگ (انگلیسی: Cai Yeqing؛ زادهٔ ۲۳ مهٔ ۱۹۷۱) تیرانداز زن اهل چین بود. وی در بازی‌های المپیک تابستانی ۲۰۰۰ حضور داشته‌است.